# 国際連合安全保障理事会決議358
国際連合安全保障理事会決議358（こくさいれんごうあんぜんほしょうりじかいけつぎ358 英語: United Nations Security Council Resolution 358）は、1974年8月15日に国際連合安全保障理事会において全会一致で採択された決議。キプロスにおいて暴力と虐殺が繰り返されていることを深く憂慮し、安保理決議357における違反に対して遺憾の意を表した上で、国際連合安全保障理事会はキプロス紛争におけるこれまでの決議を想起し、すべての決議における完全な実現、および紛争におけるすべての当事者たちが完全な形で即座に停戦に応じるように要求した。